# Michael Marsham, 7. Earl of Romney
Michael Henry Marsham, 7. Earl of Romney (* 22. November 1910 in Rougham, Norfolk; † 5. Juni 2004 in Rougham, Norfolk) war ein britischer Adliger.

## Leben
Er wurde als Sohn von Reginald Hastings Marsham (1865–1922) und Dora Hermione North († 1922) auf der Washpit Farm in Rougham in Norfolk geboren. Sein Großvater väterlicherseits war Charles Marsham, 4. Earl of Romney. Er besuchte die Sherborne School.
Er arbeitete als Gutsverwalter im Dienst von Shane O’Neill, 3. Baron O’Neill auf einem Anwesen in Randalstown im County Antrim in Nordirland. Während des Zweiten Weltkriegs diente er bei British Army in einer Einheit der Küstenartillerie und stieg bis zu seinem Ausscheiden 1945 in den Rang eines Majors auf. 1963 quittierte er seinen Dienst als Gutsverwalter in Randalstown und setzte sich auf der Washpit Farm in Rougham zur Ruhe.
Beim Tod seines Cousins Charles Marsham, 6. Earl of Romney am 6. September 1975 erbte der dessen Adelstitel Earl of Romney, nebst den nachgeordneten Titeln 7. Viscount Marsham, 9. Baron Romney sowie 13. Baronet. Mit den Titeln war damals auch ein erblicher Sitz im House of Lords verbunden, den er bis zum Inkrafttreten der Oberhausreform am 11. November 1999 innehatte.
Er war seit 1939 mit Frances Aileen Landale († 1995) verheiratet. Da die Ehe kinderlos blieb, erbte bei seinem Tod am 5. Juni 2004 sein Cousin Julian Charles Marsham seine Adelstitel.